# 船越弘 (益子焼の陶芸家)
船越 弘（ふなこし ひろし、1958年
（昭和33年）- ）は、日本の栃木県芳賀郡益子町の益子焼の陶芸家である。
窯元の名称は「天青窯」。
同じく益子焼の陶芸家である木村充に師事し
、その独特の「スリップウェア」技法の器は定評がある。

## 経歴
1958年（昭和33年）、埼玉県熊谷市に生まれる。
建築関係の勉強をしてきた船越は、当時流行っていた「陶壁」製作の仕事に興味を持ち、1979年（昭和54年）、益子にあった全国でも珍しい陶壁専門の製作会社である「益子陶飾」に入社した。
始めは陶壁にしか興味を持たなかったが、益子で暮らすうちに益子焼の作家たちに興味を持つようになり、自然と「益子焼の器」にも興味を持つようになっていった。
1991年（平成3年）、たまたま縁があり益子焼の陶芸家の一人である木村充の家に遊びに行った時に、生まれたばかりの船越の子どもを連れて行ったら、子ども好きな木村に気に入られ、弟子を取らない主義だった木村の弟子となり陶芸を学ぶことになった。そして昼間は益子陶飾で仕事をし、夜は木村の仕事場で修行をする生活を8年間続けた。
その後、益子陶飾を退社し、「宇都宮陶芸倶楽部」に講師として勤務。同時に木村の助手を務めながら、自身の作陶活動を始める。
1998年（平成10年）に木村が他界。その展示会開催の跡を継ぐことになり、2004年（平成16年）に益子町道祖土に築窯し独立する。そして徐々に個人作家としての自分の作陶活動を模索するようになっていった。
船越の作風は木村充の影響が強い。その一方で、現在主に製作している「スリップウェア」の器は、師・木村充の義父であり師である木村一郎の影響で製作するようになったという。
そして益子町の地域コミュニティグループである「ヒジノワ」に夫婦揃って参加し、益子陶器市でのヒジノワマーケットの他、様々なヒジノワのイベントや企画に参加している。